# إرميس موتشينللي
إرميس موتشينللي (بالإيطالية: Ermes Muccinelli) (مواليد 28 يوليو 1927) هو لاعب كرة قدم. يلعب مع منتخب إيطاليا لكرة القدم. سبق له أن لعب في كأس العالم لكرة القدم مع منتخب بلاده.

## روابط خارجية
- إرميس موتشينللي على موقع قاعدة بيانات كرة القدم.إي يو (الإنجليزية)
- إرميس موتشينللي على موقع ناشيونال فوتبول تيمز (الإنجليزية)
- إرميس موتشينللي على موقع عالم كرة القدم.نت (الإنجليزية)